# Hyperbare zuurstoftherapie

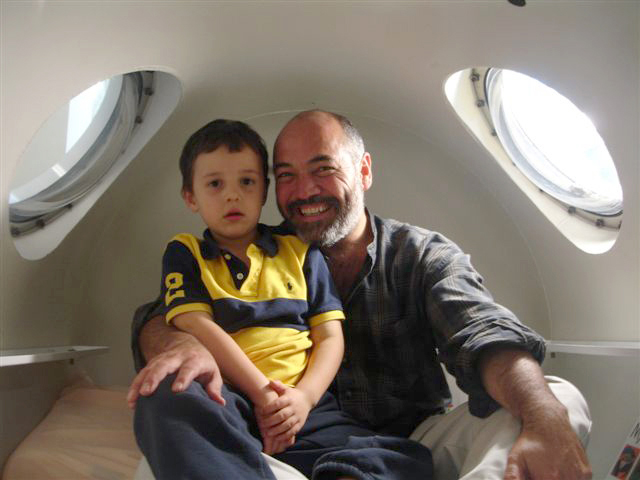
Vader en zoon in zuurstofcabine

Hyperbare zuurstoftherapie (HZT of HBOT) is een behandelwijze waarbij een patiënt via een masker 100% zuurstof inademt in een drukcabine die omgevingslucht met ca. 2,5 atmosfeer bevat. Het wordt ook aangeduid als hyperbare geneeskunde.

## Werking
Door de hogere druk lost er in het bloed tot 12% meer zuurstof op, met name in het bloedplasma (wet van Henry). Deze hypersaturatie zorgt voor het vrijkomen van vasculaire groeifactoren die nieuwe capillaire haarvaatjes doen ontstaan. De hyperbare therapie zorgt ook voor mobilisatie van stamcellen, waarna de combinatie van stamcelmobilisatie en neo-angiogenese de voorwaarden schept voor een verbeterde wondgenezing.
De verhoogde zuurstofspanning in de weefsels versterkt de werking van bepaalde typen antibiotica.

## Toepassingen
In Nederland is hyperbare geneeskunde vooral bekend als behandeling van caissonziekte bij duikers. Deze patiënten met decompressieziekte behandelt men door ze op druk te brengen en hen daar 100% zuurstof te laten ademen. De gevolgen hiervan zijn tweeledig. Door de drukverhoging verkleint men de diameter van de afsluitende bel en door de verhoogde zuurstofdruk beperkt men de gevolgen van de ischemie.
Naast de behandeling van duikgerelateerde aandoeningen zijn er nog diverse andere behandelindicaties. Hoewel men sommige aandoeningen al decennia behandelt met hyperbare zuurstoftherapie, maakt de medische wereld nog maar spaarzaam gebruik van deze behandelmethode. Er zijn aanwijzingen dat de verhoogde zuurstofconcentratie patiënten met chronische wonden als gevolg van diabetes kan helpen, maar steekhoudende resultaten zijn, ondanks publicaties van onderzoeken en trials tussen 1992 en 2017, nog niet voorhanden. Het positieve effect van hyperbare zuurstof op sommige ziektebeelden geldt als bewezen. Zorgverzekeraars voorzien in een volledig vergoeding van hyperbare zuurstoftherapie bij onderstaande indicaties:
- Chronische wonden (diabetische zweren, open been).
- Infectie van bot (chronische osteomyelitis). Wonden in de nabijheid van botweefsel worden vaak in stand gehouden door een infectie van dat onderliggende bot.
- Schade door bestraling aan de huid, onderhuids weefsel, spieren of slijmvliezen als ook de blaas (radiatiecystitis), darmen (radiatieproctitis of radiatieenteritis) of het  KNO-gebied.
- Grote plastisch chirurgische operaties (crushletsels en replantatie van ledematen) waarbij de doorbloeding in het geopereerde gebied niet optimaal is.
- Ernstige bacteriële infecties van de huid.
- Koolstofmonoxidevergiftiging
- Decompressieziekte en gasembolie.
- Gasgangreen/anaerobe bacterie-infectie.

De behandeling duurt, inclusief compressie en decompressie, ongeveer 2 uur. Afhankelijk van de aandoening zijn er meestal 20 tot 40 behandelingen nodig, bijvoorbeeld eenmaal per dag vijf dagen in de week. In Nederland zijn er behandelmogelijkheden op een negental plaatsen.

## Contra-indicaties
Een absolute contra-indicatie is
- Een onbehandelde klaplong (pneumothorax)
- Tijdens de therapie moeten gebruiken van adriamycine

Relatieve contra-indicaties zijn:
- Ernstig longlijden (COPD).
- Epilepsie die niet goed medicamenteus onder controle is
- Verkoudheid of een verstopte buis van Eustachius waardoor klaren niet mogelijk is
- Hartaandoeningen waarbij de hartfunctie is verminderd (hartfalen)

## Geschiedenis
De Amsterdamse hoogleraar chirurgie Ite Boerema en zijn student Pim Brummelkamp pasten hyperbare therapie reeds toe rond 1960, na openhartoperaties en levensbedreigende infecties met organismen die niet goed tegen zuurstof kunnen, zoals de verwekker van gasgangreen (clostridium welchii). Zij schreven hierdoor amputaties te hebben voorkomen.